# 盾牌广场站
盾牌广场站（丹麥語：Skjolds Plads Station）是哥本哈根地铁的一个地下车站，由且仅由哥本哈根地铁3号线使用。位于丹麦首都哥本哈根诺勒布罗盾牌广场地下，塔恩路与哈拉尔街交口处。属于哥本哈根地铁第2收费区。2019年9月26日，随哥本哈根地铁3号线其余16座地铁站一同开通。

## 设计
本站虽然建筑于盾牌广场地下，但车站主入口并不在盾牌广场。次入口位于盾牌广场靠近法夫纳街的位置。该站安装有玻璃顶棚的自动扶梯则参考了附近的哥本哈根大学北校区的设计风格。